# SMS Gneisenau (1906)
SMS Gneisenau - німецький броненосний крейсер класу «Шарнгорст» часів Першої світової війни. У Німеччині корабель класифікували як великий крейсер. Крейсер «Ґнайзенау» став близнюком головного корабля класу, ЙВК «Шарнгорст». Обидва кораблі воювали і були потоплені в битві за Фолклендські острови 8 грудня 1914 року. Корабель був названий на честь Августа фон Ґнайзенау, німецького маршала часів наполеонівських воєн.

## Історія
«Ґнайзенау» був закладений у грудні 1904 року на верфі Weserwerft у Бремені. Корабель був спущений на воду 14 червня 1906 року і введений в експлуатацію 6 березня 1908 року. Після вступу на службу два ці великі крейсери — «Ґнайзенау» і «Шарнгорст» стали основою Східно-Азіатської ескадри крейсерів, яка базувалася в китайському порту Циндао.
З початком Першої світової війни кораблі ескадри під командуванням адмірала фон Шпее почали операції проти кораблів союзників у Тихому океані. 1 листопада 1914 року кораблі взяли участь у переможній битві при Коронелі, потопивши два британські броненосні крейсери HMS Good Hope і HMS Monmouth. Пройшовши Магелланову протоку, кораблі досягли Фолклендських островів 8 грудня 1914 року, де зіткнулися з сильною британською командою, що складалася, серед інших, з лінійних крейсерів HMS Invincible і HMS Inflexible. Біля Фолклендських островів відбувся бій, в якому було потоплено 4 німецькі крейсери, в тому числі «Шарнгорст» і «Ґнайзенау». Більшість екіпажу «Ґнайзенау» загинула, а небагатьох, хто вижив, врятували британські кораблі.

## Зовнішні посилання
- (en) www.german-navy.de